# Boček z Poděbrad
Boček z Poděbrad (15. červenec 1442 – 28. září 1496) byl český šlechtic z rodu pánů z Kunštátu. 

## Život
Narodil se jako prvorozený syn Jiřího z Poděbrad a jeho první manželky Kunhuty ze Šternberka. Místo jeho narození není známo. To, že byl pojmenován Boček, odkazuje na rodovou tradici pánů z Kunštátu ve výběru jmen mužských potomků.
Jeho osobu obestírá tajemství: Přestože byl prvorozený syn, na rozdíl od mladších bratrů, mu otec nezajistil povýšení mezi říšská knížata, tedy mezi nejvýznamnější šlechtice Svaté říše římské. Důvod Bočkova upozadění dodnes zůstává nejasný. František Palacký se domníval, že nejstarší Jiříkův syn byl mentálně zaostalý. Handicap však mohl být pouze fyzického rázu, případně kombinací různých postižení. Boček stál ve stínu mladších bratrů stranou dění, což se projevilo rovněž v majetkovém zaopatření. V rámci smlouvy o dělení majetku po smrti Jiřího z Poděbrad v roce 1471 sice Bočkovi připadly statky nemalého rozsahu, za díly bratrů však zaostávaly. Po otci zdědil slezská knížectví, ale moc bohatý nebyl. Nikdy nebyl ženat a neměl žádné potomstvo.
Bratři Viktorín a po jeho zajetí v Uhrách pak Jindřich zřejmě nad Bočkem vykonávali jistou formu opatrovnictví. Situaci se patrně snažili zneužít, neboť se přeli o jeho majetky. Jindřichovi Boček posléze nemalou část svého dědictví postoupil, neb bratr Viktorín zemřel několik let před ním. Zemřel bezdětný na Jindřichově hradě v Kladsku roku 1496. Pohřbený byl v místním františkánském klášteře, který jeho bratr založil.